# Moma runica
Moma runica är en fjärilsart som beskrevs av Gmelin 1788. Moma runica ingår i släktet Moma och familjen Pantheidae. Inga underarter finns listade i Catalogue of Life.